# شخص خیلی مهم (فیلم ۱۹۹۷)
شخص خیلی مهم (انگلیسی: V.I.P) فیلمی هندی است که در سال ۱۹۹۷ منتشر شد. از بازیگران آن می‌توان به عباس اشاره کرد.